# Achiri Ade
Pour les articles homonymes, voir Ade.
Achiri Ade, née le 12 mars 1993 à Baltimore, est une joueuse camerounaise de basket-ball évoluant au poste d'ailier fort.

## Carrière
Elle participe à deux éditions du Championnat d'Afrique avec l'équipe du Cameroun, terminant deuxième en 2015 et huitième en 2017.